# 奥尔内藏
奥尔内藏（法語：Ornézan，法語發音：[ɔʁnezɑ̃]）是法国热尔省的一个市镇，属于欧什区。

## 地理
奥尔内藏（43°30'39"N, 0°36'8"E）面积12.13 平方千米，位于法国奧克西塔尼大區热尔省，该省份为法国西南部内陆省份，北起顺时针与洛特-加龙省、塔恩-加龙省、上加龙省、上比利牛斯省、大西洋比利牛斯省和朗德省接壤。
与奥尔内藏接壤的市镇（或旧市镇、城区）包括：桑桑、塞桑、迪尔邦、蒙费朗-普拉韦斯、特拉韦塞尔。

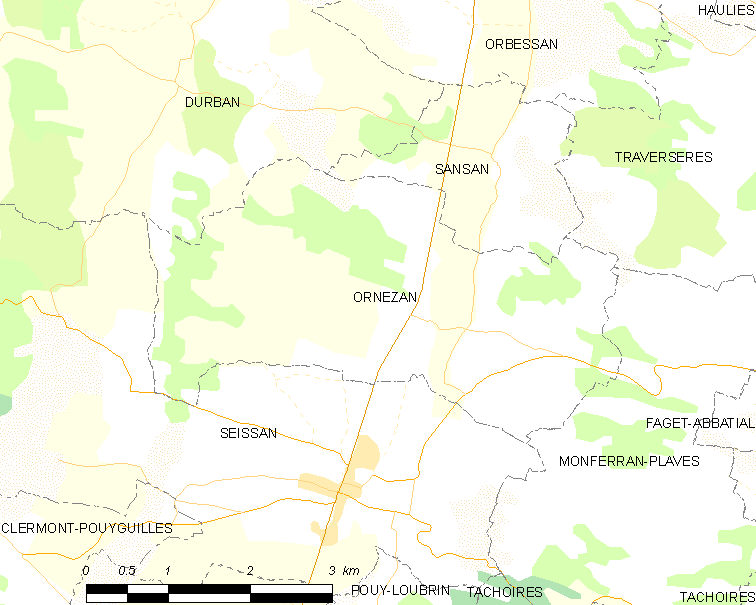
奥尔内藏的OSM定位图

奥尔内藏的时区为UTC+01:00、UTC+02:00（夏令时）。

## 行政
奥尔内藏的邮政编码为32260，INSEE市镇编码为32302。

## 政治
奥尔内藏所属的省级选区为欧什第三县。

## 人口

1962-2008年间奥尔内藏人口变化图示

奥尔内藏于2022年1月1日时的人口数量为206人。